# Leo Moracchioli

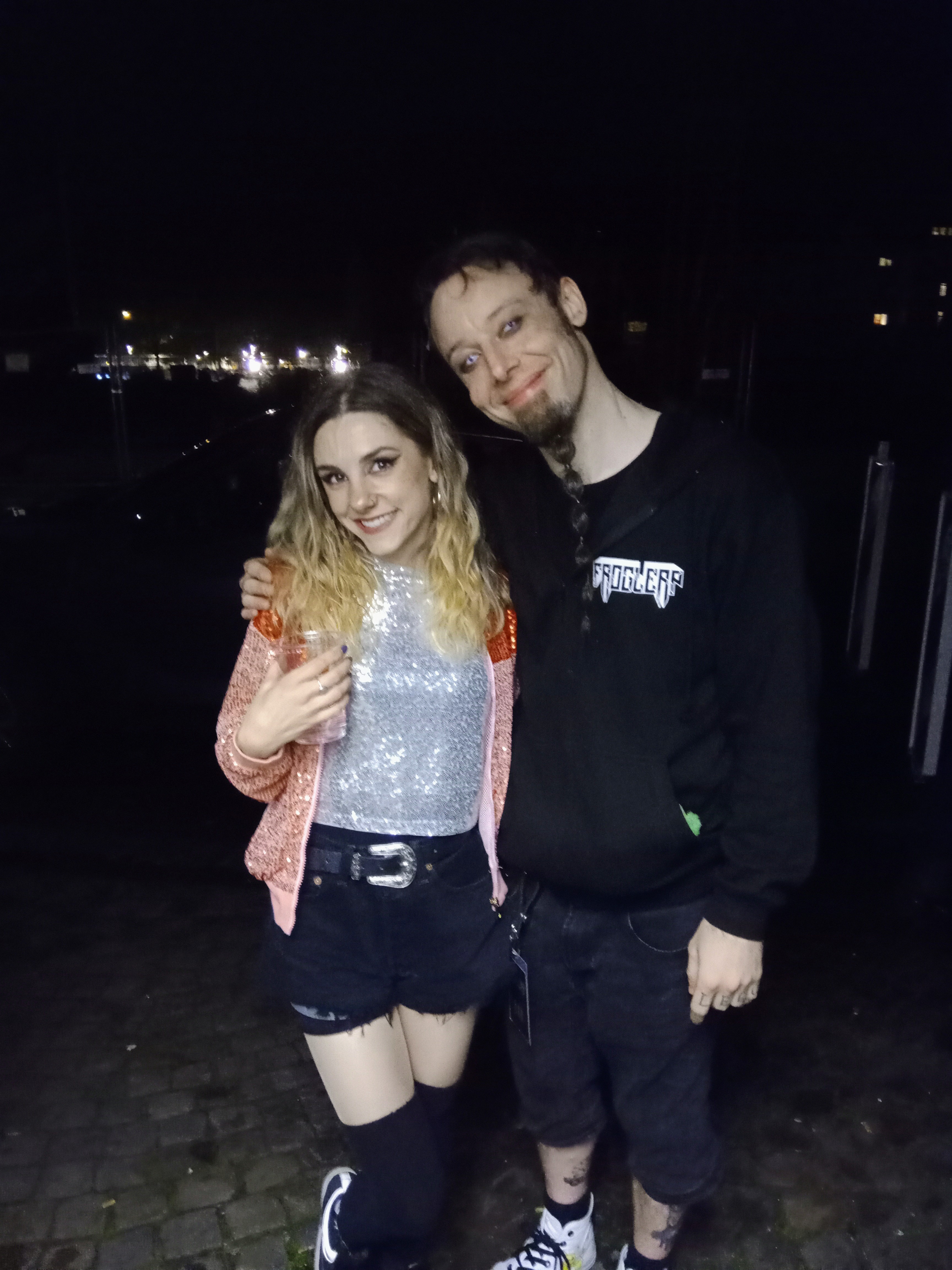
Hannah Boulton und Leo Moracchioli in Saarbrücken im 2022.

Leo Moracchioli (* 10. Oktober 1978, in Ålgård) ist ein norwegischer Rockmusiker und Musikproduzent. Er ist Multiinstrumentalist und bekannt für seine Metal-Coverversionen populärer Songs, die ihm mehr als 4,7 Millionen Abonnenten (Stand März 2024) auf YouTube eingebracht haben. Er ist Begründer der Frog Leap Studios.

## Karriere
Leo Moracchioli hat mehr als 400 Cover aufgenommen, darunter Coverversionen von The House of the Rising Sun von The Animals, Hurt von Nine Inch Nails, Eye of the Tiger von Survivor, Johnny B. Goode von Chuck Berry, Rasputin von Boney M, Hello von Adele, Poker Face und Bad Romance von Lady Gaga, Feel Good Inc. von den Gorillaz, Africa von Toto, Redemption Song von Bob Marley. Mit seinem Cover Despacito von Luis Fonsi erreichte er am 10. August 2017 Platz 35 der ungarischen Single Top-40-Charts. Moracchioli gibt an, dass es, obwohl er Cover spielt, für ihn kreativ genug ist, den Songs seinen eigenen Touch zu verleihen.
Für jedes Video erstellt Moracchioli die Arrangements und spielt fast alle Instrumente selbst ein. Einige Titel bilden die Ausnahme, da er dort mit anderen Musikern zusammenarbeitete. In seinen einfach gehaltenen Musikclips taucht meistens er selbst, manchmal auch Familienmitglieder oder ein weiterer musikalischer Gast auf.
Manchmal tourt er auch mit seiner Live-Band. Beispielsweise trat er am 3. August 2019 als Gast zum 30. Jahrestag beim Wacken Open Air auf.
Die Mitglieder der Frog Leap Band sind Leo Moracchioli (Gesang, Gitarre), Erik Torp (Bass), Rabea Massaad (Gitarre) und Truls Haugen (Gesang, Schlagzeug).
Er wird von TC Electronic und Chapman Guitars gesponsert. Seine Cover sind online als MP3 erhältlich (Leo / Metal / Volume).

## Privat
Leo Moracchioli hat einen italienischen Vater und eine norwegische Mutter. Er ist geschieden und hat eine 2011 geborene Tochter.